# Big Nose George
Big Nose George, egentligen George Parrot, död 1881, var en amerikansk laglös i Vilda västern. Han var med i en kriminell liga som bland annat stal boskap och rånade banker och tåg. 
Han greps efter att ligan hade dödat två män som jagade dem. I väntan på rättegång i Rawlins i Wyoming lynchades han den 22 mars 1881. Kroppen undersöktes av läkarna Thomas Maghee och John Eugene Osborne bland annat för att studera om de kunde hitta avvikelser som visade varför eller att han var brottsling. Under undersökningen skars toppen av kraniet bort och hjärnan togs ur. Dessutom flåddes delar av bålen och av huden gjordes ett par skor och kanske en läkarväska. Mellan undersökningarna förvarade läkarna kroppen i en whiskeytunna med saltlösning. John Eugene Osborne blev senare guvernör och påstås ha haft på sig skorna under installationsfestligheterna. Toppen av kraniet fick läkarnas assistent, den då 15-åriga Lillian Heath som blev Wyomings första kvinnliga läkare. Den användes bland annat som dörrstopp och askfat. Tunnan med delar av kvarlevorna grävdes ner på läkarnas bakgård.
På 1950-talet hittades tunnan av byggnadsarbetare och med hjälp av Lillian Heath som fortfarande levde och hade kvar biten av kraniet kunde det konstateras att det var George Parrots kvarlevor. Skallbenet och kedjorna som George Parrot var fängslad med är utställda på Union Pacific Museum i Omaha i Nebraska. Resten av kraniet och skorna av hans skinn finns utställda på Carbon County Museum i Rawlins.